# Гадрутский район (НКР)
Гадру́тский райо́н (арм. Հադրութի շրջան) — административная единица в составе непризнанной Нагорно-Карабахской Республики (НКР). Административный центр — город Гадрут. После Второй карабахской войны НКР полностью утратила контроль над районом.
Первоначально территория района соответствовала бывшему Гадрутскому району Нагорно-Карабахской автономной области (НКАО); позднее в состав района были включены территории Джебраильского и части Физулинского районов Азербайджана, перешедшие под контроль армянских сил летом 1993 года в ходе Первой карабахской войны, а также территория покинутого населением анклава Алыджан, который с конца 1980-х годов входил в состав Лачинского района АзССР. Территории, расположенные вне пределов бывшей НКАО и контролировавшиеся НКР, рассматривались Советом Безопасности ООН как оккупированные армянскими силами.

## География
Гадрутский район расположен на юго-востоке НКР. Его площадь составляет 1877 кв. км.
До Второй карабахской войны Гадрутский район граничил на юго-западе и западе с Кашатагским районом, на северо-западе — с Шушинским районом НКР, на севере — с Аскеранским районом, на северо-востоке — с Мартунинским районом, на востоке — с Азербайджаном и на юго-востоке и юге — с Ираном. От территории, контролируемой Азербайджаном, Гадрутский район отделяла так называемая «линия соприкосновения» армянских и азербайджанских сил, закрытая для передвижения, от Ирана — река Аракс, через которую переброшены Худаферинские мосты. В южной части Гадрутского района был расположен участок Минджевань — Горадиз недействующей железной дороги Ереван — Баку.
В Гадрутском районе находится Азыхская пещера — стоянка ашельской культуры, нижняя челюсть пренеандертальца — азыхантропа.

### Населённые пункты
В Гадрутский район входят г. Гадрут и ряд селений: Тяк (Дагдёшю), Ванк (Чинарлы), Айгестан, Меликашен (Меликджанлы), Азох (Азых), Акнахбюр, Аракел (Аракюль), Дзорагюх, Джраберд (Мюлькюдере), Сараландж, Аревашат (Доланлар), Банадзор, Цор (Сор), Драхтик (Зогалбулаг), Тахасер, Тахут (Атагут), Хандзадзор (Агджакенд), Айкаван (Сирик), Хцаберд (Чайлаккала), Спитакашен, Цакури (Хунарли), Цамдзор (Дерекенд), Шагах (Сариншен), Гахлу (Ахуллу), Акаку (Агдам), Хин Тахлар (Кёгна Таглар), Мариамадзор, Мец Тахлар (Бёюк Таглар), Мохренес (Сусанлык), Норашен, Плетанц (Булутан), Цахкаванк (Хрманджук), Джракус (Чиракуз), Охер, Вардашат (Эдиша), Тох (Туг), Туми (Бина), Ухтадзор (Эдилли), Кюратах (Дюдюкчю), Кармракуч (Гырмызыгая).

## История

### Первая карабахская война. 1991 год
В мае — начале июня 1991 года была проведена депортация населения армянских сёл НКАО и прилегающих районов. 13-16 мая 1991 года производилось насильственное выселение жителей сёл Агбулаг, Арпагядик (Каринг), Аракюль, Баназур, Бунядлы (Кармракар), Джилан (Сараланч), Доланлар, Дашбашы (Караглух), Мюлькюдере, Петросашен, Спитакашен, Замзур (Цамдзор), Цур, Агджакенд Гадрутского района НКАО — более 1350 человек. Около 600 человек сумели бежать в Гадрут или ближайшие села, остальные 750 жителей этих сел были вывезены в лагерь для депортируемых, расположенный рядом с селом Хндзореск на азербайджанской территории в районе армяно-азербайджанской границы. 20 мая 1991 года депортируемые, находившиеся несколько дней в лагере у Хандзореска были доставлены на территорию Армении. В 20-х числах мая в села Баназур, Аракюль, Дашбашы (Караглух), Замзур (Цамдзор), Агджакенд (Хандзадзор), Арпагядик (Каринг) вернулась часть жителей, бежавших в Гадрут. Однако 3-4 июня вернувшиеся жители были повторно депортированы. В начале июня в село Цор вернулась часть жителей бежавших в Гадрут и к сентябрю 1991 года продолжают жить в селе. В селе с конца мая установлен пост внутренних войск МВД СССР.
После событий в селах Чайкенд (Геташен) и Мартунашен насильственные выселения жителей были проведены в 17 населённых пунктах Гадрутского и Шушинского районов.
Рано утром (обычно за 2-3 дня до выселения) село окружалось военнослужащими внутренних войск МВД СССР или Советской Армии. В само село входили сотрудники ОМОН МВД Азербайджанской Республики и начинали обыск домов. При этом происходили грабежи, насилия, избиения. Жителям предъявлялось требование покинуть навсегда село. Подобные действия повторялись в течение 2-3 дней. Иногда совместно с сотрудниками ОМОН в село с целью грабежа входили гражданские лица.
Мужское население сел вывозилось в ближайшие районные центры, населённые преимущественно азербайджанцами, — Лачин, Шушу, Джебраил. Там доставленные подвергались избиениям и издевательствам; их заставляли подписать заявления о добровольном желании выехать из мест их постоянного проживания, после чего часть задержанных возвращали в сёла, а часть оставляли в следственных изоляторах.
Часть жителей сёл бежала в город Степанакерт или посёлок Гадрут. Оставшихся вынуждали подписать заявление о добровольном выезде из села. По сообщениям пострадавших, подписали такие заявления не все жители вышеупомянутых сёл, однако независимо от этого все оставшееся в селах население было вывезено на автобусах или грузовиках.
Депортируемые доставлялись в район армяно-азербайджанской границы, а затем на территорию Республики Армения. Депортируемые не имели возможности забрать с собой своё имущество, а те вещи, которые им удалось погрузить в машины, расхищались по дороге к армяно-азербайджанской границе.
Непосредственно депортацию осуществляли подразделения ОМОН МВД Азербайджанской Республики. При этом в Гадрутском районе подразделения внутренних войск МВД СССР осуществляли блокаду сёл, тем самым помогая депортации. В Шушинском районе аналогичным образом действовали подразделения Советской Армии, сменившие внутренние войска в середине мая.
Роль подразделений внутренних войск МВД СССР и Советской Армии. В целом они не только не препятствовали депортации жителей, но помогали сотрудникам азербайджанского ОМОН в проведении насильственного выселения. Существовало своеобразное разделение труда: военные блокировали село, а ОМОНовцы действовали внутри села.
Вместе с тем известны случаи, когда военнослужащие препятствовали действиям азербайджанского ОМОН. Так, они предотвратили депортацию жителей села Дашалты Шушинского района, вывезенных 15 мая сотрудниками азербайджанского ОМОН из села. В Шушинском же районе после убийства 15 мая ОМОНовцами жителя села Мецкаладереси (Мец Шен) военнослужащие Советской Армии неоднократно предотвращали насилие над жителями сёл, а комендатура района чрезвычайного положения была вынуждена прислать вертолет для вывоза в Степанакерт семьи убитого, детей и девушек (им грозило насилие со стороны сотрудников ОМОН). Установление военного поста в селе Цор 21 мая, по-видимому, помешало повторной депортации возвратившихся жителей.
В ходе депортации сел Гадрутского и Шушинского районов было убито 5 мирных жителей.
Депортацию жителей Гадрутского р-на удалось прекратить в первую очередь благодаря уроженцу с. Хцаберт Гадрутского р-на НКАО Валерию Григоряну, заведующему организационным отделом, подбора и расстановки кадров Нагорно-Карабахского обкома партии. Ему удалось используя свои личные связи с членами команды Аркадия Вольского (председатель Комитета особого управления НКАО) и комендатуры, прекратить депортацию. В частности, одним из спасенных им от депортации сел был Хцаберт. В благодарность, жители этого села присвоили имя В.Н. Григоряна сельской школе.

### Участники обороны Гадрутского района
Оборону Гадрутского района возглавлял Артур Агабекян, уроженец села Мецтаглар Гадрутского района. Начальником штаба был Армен Абрамян, стоявший у истоков создания погранвойск Республики Армения (до лета 2018 года он командовал погранвойсками страны).
Добровольческий отряд Владимира Балаяна принимал участие в оборонительных и наступательных боях в Гадрутском районе (Туг, Цамдзор и др.).
Мушег Гарибян став заместителем командира добровольческого подразделения, принимал участие в обороне Гадрутского района.
Роберт Бабаян был одним из организаторов подпольной и партизанской борьбы в Гадрутском районе.

### Восстановление района
Собранная в ходе проведенного 23 ноября[когда?] под эгидой Всеармянского фонда «Армения» в Лос-Анджелесе традиционного телемарафона рекордная для подобных мероприятий сумма — почти 14 миллионов долларов США — будет направлена на реализацию специальной программы восстановления Гадрутского района, одного из наиболее пострадавших районов в годы войны. На эти деньги, в частности, намечается проведение водопроводных линий в села Мец, Тахер, Драхтик и Азох, в райцентр Гадрут. Предусмотрена также прокладка 18-километрового газопровода среднего давления Тог-Гадрут, ремонт и оборудование районной больницы, строительство школ, благоустройство ряда дорог и оросительных линий.
В рамках проекта районная больница Гадрута получила новую мебель и бытовую технику.

### Вооружённые столкновения в Нагорном Карабахе (2016)
В ходе четырёхдневных столкновений в Нагорном Карабахе в апреле 2016 Вооружённым силам Азербайджана удалось занять высоту Лелетепе (Ляля-Иляги).

### Вторая карабахская война
В ходе начавшихся 27 сентября 2020 года боевых действий между вооружёнными силами Азербайджана с одной стороны и вооружёнными формированиями непризнанной НКР и Армении с другой стороны Гадрутский район стал одним из мест наиболее интенсивных боёв с применением бронетехники и артиллерии, сопровождавшихся многочисленными потерями среди личного состава и боевой техники. Уже 4 октября Азербайджан заявил о взятии Джебраила, а 9 октября самого города Гадрут. Однако армянские представители отрицали утрату контроля над этими населёнными пунктами. 16 октября Министерство обороны Азербайджана опубликовало видеоподтверждение взятия Гадрута с кадрами из центра города. К концу октября Азербайджан взял под контроль практически всю территорию Гадрутского района.
После заключения совместного заявления о прекращении огня от 9 ноября 2020 года, два села Гадрутского района (Хцаберт и Хинтаглар) оставались под контролем армянских формирований, однако 14 декабря они были выведены при помощи российского миротворческого контингента. Таким образом, к концу Второй карабахской войны НКР фактически полностью потеряла контроль над районом.

## Население
Национальный состав населения Гадрутского района по переписи 2005 года:
| Народ   | Численность, чел. | Доля от всего населения, % |
| ------- | ----------------- | -------------------------- |
| армяне  | 11 980            | 99,79 %                    |
| русские | 14                | 0,12 %                     |
| другие  | 11                | 0,09 %                     |
| всего   | 12 005            | 100,00 %                   |

## Достопримечательности
На территории Гадрутского района исследованы 48 исторических памятников. Среди них, хачкары 997 и 1044 годов, церковь X века, и другие памятники архитектуры.

### Гадрут
Памятники в городе:
- Древнее кладбище с развалившейся церковью.
- Следы крепостных стен на северо-восточной окраине.
- Развалины крепости Ццахачхала.
- Огромная чинара возрастом около 800 лет в центре города у слияния рек. Периметр ствола составляет около 20 м.
- Церковь в старом квартале города.

Памятники в окрестностях города:
- Монастырь Шахках.
- Монастырь Спитак Хач в деревне Ванк к югу от города. Памятник хорошо виден из города.
- Церковь Шинатехи, расположенная в одноименной деревне.
- Пустынь Тахасер.
- Иджеванатун (караван-сарай) на дороге Гадрут — Мартуни (Ходжавенд[6])

### Туг
- Княжеский дворец меликства Дизака

## Спорт
- ФК Дизак